# Izabal (tỉnh)
Izabal là một trong 22 tỉnh của Guatemala. Các khu vực duyên hải tỉnh này là nơi sinh sống của người Garifuna.
Izabal giáp các đơn vị sau: về phía bắc là khu Toledo của Belize, về phía đông bắc là vịnh Honduras, về phía đông là các tỉnh Cortés, Santa Bárbara và Copán của Honduras, các tỉnh Petén về phía tây bắc, Alta Verapaz về phía tây, và Zacapa về phía nam.
Tỉnh Izabal bao quanh hồ Izabal, hồ lớn nhất Guatemala (kích thước khoảng 48 km x 24 km với diện tích khoảng 590 km²). Pháo đài do người Tây Ban Nha xây thời thuộc địa San Felipe, nay là tượng đài quốc gia Guatemala, nhìn ra khu vực nơi hồ chảy vào sông Dulce.  

## Các đô thị
1. El Estor
2. Livingston
3. Los Amates
4. Morales
5. Puerto Barrios